# Do What You Do
Do What You Do è un'EP del gruppo Hardcore punk Charged GBH.

## Tracce
1. Do What You Do
2. Four Men
3. Children Of The Dust

## Formazione
- Colin Abrahall  - voce
- Colin Blyth - chitarra
- Ross Lomas - basso
- Andrew Williams - batteria